# (11971) 1994 UJ2
1994 يو جاي 2 (ويعرف أيضًا باسم (11971) 1994 يو جاي 2 وفق تسمية الكوكب الصغير) (بالإنجليزية: 1994 UJ2)‏ هو كويكب ضمن حزام الكويكبات؛ وترتيبه 11971 من حيث الاكتشاف.
اكتُشف هذا الجُرم الفلكي بواسطة هيروشي كانيدا في 31 أكتوبر 1994.

## وصلات خارجية
- (11971) 1994 UJ2 في قاعدة بيانات مختبر الدفع النفاث لأجرام النظام الشمسي الصغيرة

- الاكتشاف · مخطط المدار ·  العناصر المدارية · المعلمات المادية

- (11971) 1994 UJ2 على موقع ويكي سكاي: DSS2, SDSS, GALEX, IRAS, Hydrogen α, X-Ray, Astrophoto, Sky Map, Articles and images